# FC 의정부
FC 의정부(Football Club Uijeongbu)는 대한민국 경기도 의정부시에 있었던 축구 선수단이다. 한국청소년축구센터가 운영했던 남자 아마추어 축구단이며, 2014년에 창단되고 2018년에 해단되었다. 2013년부터 창단 준비작업을 하여 2014년 1월에 공식 창단되어 2014년 시즌부터 K3리그에 참가했다. 2018년 시즌 이후 선수단을 해체한다고 발표했다.

## 역대 선수
- 권정혁
- 응우옌 흐우 아인 따이
- 카오 구오동
- 타마눈 살리

## 시즌 결과
2014년 8월 23일 기준
| 시즌 | 리그                | 팀수  | 순위  | 경기 | 승 | 무 | 패 | 득 | 실 | 승점 | FA컵 | 기타 | 감독   |
| ---- | ------------------- | ----- | ----- | ---- | -- | -- | -- | -- | -- | ---- | ---- | ---- | ------ |
| 2015 | K3리그 ?조          | 18(9) | ?(?)  | ?    | ?  | ?  | ?  | ?  | ?  | ?    |      |      | 김희태 |
| 2014 | K3 챌린저스리그 B조 | 18(9) | 11(6) | 19   | 7  | 6  | 6  | 43 | 37 | 27   |      |      | 김희태 |